# Либертарианская теория прессы
Либертарианская теория прессы — одна из нормативных теорий массовой коммуникации, впервые описанных Ф. Зибертом и его соавторами Т. Петерсоном и У. Шраммом в 1956 году. Теория основана на философии либертализма, согласно которой цель государства — благосостояние его граждан. Согласно этой теории все СМИ должны находиться в частной собственности и конкурировать между собой на Свободном рынке.

## Возникновение теории
Либертарианская теория возникла в XVI веке в Европе в противовес авторитарной теории, суть которой состояла в контроле власти над любыми формами коммуникации. Переиначенный вариант либертарианской теории Зиберта возник в период избавления печатной прессы от официального контроля в XVII веке. Он и теперь считается главным узаконенным принципом деятельности печатных массмедиа в странах с развитой демократией.

## Суть теории
Либертарианская теория прессы является нормативной, так как Зиберт ставил задачей показать не реальное функционирование системы, а то, как этой системе следовало бы функционировать. Следовательно, о ценности либертарианской теории имеет смысл судить не по тому, как она описывает политическую систему, а исходя из того, как она указывает место СМИ в обществе.
Основной принцип данной теории заключается в тезисе «Чем меньше участвует государство в деятельности СМИ, тем лучше». В этом случае судебная власть должна выступать средством контроля за свободой СМИ, то есть определять границы «вмешательства» государства в их деятельность. В данной модели медиасистемы индивид должен иметь право публиковать все, что ему нравится, что представляет собой пример реализации права на свободу выражения собственного мнения. Следовательно, главные принципы и ценности либертарианской теории идентичны принципам и ценностям либерально-демократического государства: в первую очередь, приоритет прав человека и суверенитет воли народа. Сам Зиберт заявлял, что теория неразрывно связана с формой политической системы и государственного правления.
Либертарианская теория фиксирует шесть задач прессы:
1. обслуживание политической системы посредством обеспечения информации, обсуждения и полемики по социальным вопросам;
2. просвещение публики с тем, чтобы она была способна к самоуправлению;
3. обеспечение прав личности, при котором пресса осуществляет критику правительства;
4. обсуждение экономической системы, сведение вместе покупателей и продавцов, товаров и услуг посредством рекламы;
5. развлечение публики;
6. самофинансирование в целях обеспечения защиты от подавления отдельными политическими или экономическими группами.[3]

## Применение теории в современном мире
Подход Зиберта к классификации национальных медиасистем используется и в настоящее время. Тем не менее ни в одном государстве медиасистема не ограничивается лишь одной либертарианской теорией. О том, какая нормативная теория главенствует, приходится судить по предположениям, условностям, а иногда по законам и конституционным решениям.
Так, в США, в соответствеии с первой поправкой к Конституции, «Конгресс не должен издавать ни одного закона, … ограничивающего свободу слова или печати». В то же время в 11 статье Хартии ЕС по правам человека, наделённой юридической силой в Лиссабонском договоре, говорится: «Каждый человек имеет право на свободу выражения мнений», «Обеспечиваются свобода и плюрализм массовой информации».
В действительности принцип свободы прессы реализуется не столь прямолинейно. Принцип свободы прессы не может выступать в качестве абсолюта. Иногда это вступает в противоречие с другими правами человека. В случае с защитой репутации личности, клеветой и распространением непристойных материалов свобода прессы в том виде, в котором она понимается в либертарианской теории, всё же ограничивается законодательством государства.
Вместе с тем законодательство и реальность нередко расходятся. Доклад «Время действовать: ЕС и свобода выражения» критикует Евросоюз за то, что его страны не смогли защитить информаторов, действующих в общественных интересах (как в случае с Эдвардом Сноуденом), что свидетельствует о несоответствии заявленных принципов действительности. В России и США тоже нередки заявления о том, что свобода слова нарушается и присутствует давление на институты СМИ.

## Критика
Либертарианская теория прессы предполагает, что пресса в государстве существует независимо и неподвластно ему. Однако Зиберт и его соавторы рассматривают лишь Европу и Северную Америку, не беря во внимания страны «третьего мира», за что подверглись критике со стороны многих теоретиков в сфере коммуникаций. В середине прошлого века американский теоретик в области коммуникаций Эверест Роджерс изучал коммуникационные системы стран третьего мира, в результате чего выявил слабую сторону использованного Зибертом метода «глобальной типологизации», исключившего различия между разными системами прессы в мире. Подходящая для стран третьего мира модель появилась лишь в 1980 с предоставлением комиссии ЮНЕСКО так называемого доклада Макбрайда.
Среди тех, кто считает концепцию Либерта, Петерсона и У. Шрамма примитивной, оказались Лоуэнстейн и Меррилл; «Концепция лишена гибкости, необходимой для должного описания и анализа всех современных систем прессы и поэтому должна быть модифицирована». Многие исследователи также полагают, что четырёх теорий концепции Зингера недостаточно для соответствия разным странам мира в современности. В частности, в дополнение либертарианской теории Маккуэйл предложил теорию медиа демократического участия. Главным в ней является неприятие коммерциализации частных медиа, что предполагается в либертарианской теории. Данная теория возникла в результате разочарования в политических учреждениях демократического общества, неспособных предоставить обществу реальные способы выражения мнения.
Также собственную модель предложил Эрбер Альтшуль, заменивший либертарианскую теорию на «рыночную», исходя не из политического устройства общества, как это сделали Зиберт и его соавторы, а из торговых отношений между людьми в Западной Европе и США.
В то же время, ведутся споры касательно того, является ли свобода слова абсолютным правом. Отсюда и сторонники идеи, что если эта свобода начинает угрожать власти государства, то её надо ограничить. По мнению Пула, «Ни одна страна не станет безразлично терпеть свободу прессы, которая используется, чтобы расколоть страну и открыть шлюзы критики в адрес свободно избранного правительства, которое её возглавляет»